# Gymnophthalmus leucomystax
Espèce
Gymnophthalmus leucomystax est une espèce de sauriens de la famille des Gymnophthalmidae.

## Répartition
Cette espèce est endémique du Roraima au Brésil.

## Publication originale
- Vanzolini & Carvalho, 1991 : Two sibling and sympatric species of Gymnophthalmus in Roraima, Brazil (Sauria: Teiidae). Papéis Avulsos de Zoologia (São Paulo), vol. 37, no 12, p. 173-226.